# Лео Леринц
Лео Леринц (Нови Сад, 30. децембар 1975) је бивши српски фудбалер, мађарског порекла.

## Каријера
Леринц је каријеру почео у млађим категоријама Бечеја. Потекао је из спортске породице, јер је и његов отац Ласло био врло добар фудбалер Војводине. Лео је скренуо пажњу на себе добрим играма у дресу Војводине за коју је наступао од 1995. до 1998. године, да би у редове Црвене звезде стигао у зимском прелазном року 1999. године. За црвено-беле је одиграо 112 званичних утакмица и постигао 12 голова. Учествовао је у освајању две шампионске титуле 2000. и 2001. године, као и два национална купа 2000. и 2002. године.
Имао је запажен учинак у освајању дупле круне у сезони 1999/00, када је одиграо 25 првенствених утакмица и постигао два поготка, међу којима је и гол за победу против Чукаричког од 1:0. Једно време је по многим оценама важио за најбољег везног фудбалера у домаћем шампионату. Звезда је 2001. године одбранила шампионску титулу врло ефикасном игром. Леринц је у тој сезони одиграо 28 првенствених мечева и четири пута матирао противничке чуваре мреже. У стрелце се два пута уписао у више него убедљивој победи против Напретка из Крушевца од 9:1, у финишу првенства.
Играо је у мечевима против Лестера, када су црвено-бели избацили енглески тим из Купа УЕФА победом од 3:1, коју су извојевали у Бечу, јер УЕФА под притиском Енглеза није дозволила да се утакмица одигра у Београду наводно због политичке ситуације. Лео је био у саставу и на мечевима против Динама из Кијева, Селте и Бајер Леверкузена, а навијачима је остао у сећању његов атрактиван гол против Омоније (2:1) у квалификацијама за Лигу шампиона лета 2001. године.
По одласку из Звезде био је члан швајцарског Сент Галена (од 2002. до 2003), шпанске Мурсије (од 2003. до 2005), кипарског Етникоса (2005/06), Динама из Букурешта (2006/07) и Војводине у коју се вратио 2007. године, али је био принуђен да нагло прекине каријеру у 32. години због повреде стопала.

## Трофеји
Црвена звезда
- Првенство СР Југославије (2) : 1999/00, 2000/01.
- Куп СР Југославије (2) : 1999/00, 2001/02.